# Chinese boomklever
De Chinese boomklever (Sitta villosa) is een zangvogel uit het geslacht Sitta.

## Verspreiding
De vogel komt voor in China en Noord- en Zuid-Korea en telt 2 ondersoorten:
- S. v. bangsi: centraal China.
- S. v. villosa: zuidoostelijk Siberië, Korea en noordoostelijk China.

## Taxonomie
De Chinese boomklever lijkt sterk op de Corsicaanse boomklever en de Canadese boomklever. De Canadese, Corsicaanse en Chinese boomklever werden wel gezien als relictpopulaties van dezelfde soort, de zwartkopboomklever. Volgens het fylogenetische soortbegrip zijn dit allemaal aparte soorten.